# غنوجة بيا (مسلسل)
غنوجة بيا مسلسل لبناني كوميدي عرض عام 2006 من تأليف الكاتبة اللبنانية منى طايع وبطولة ريتا برصونا وبيتر سمعان ونادين الراسي وغسان سالم، توقف بسبب حرب تموز ولكن استكمل عرضه في نهاية العام.
حقق المسلسل نجاحاً منقطع النظير مما جعل القائمين يحولون الحلقة الأخيرة منه إلى فيلم سينمائي عرض في دور السينما وحقق ايرادات كبيرة.[بحاجة لمصدر]

## القصة
يحكي العمل قصة رنا بركات (ريتا برصونا) الفتاة والمدللة من قبل ابيها مما جعلها إنسانة لا مبالية
ولا يرفض لها طلب وتتحول القصة عندما يفلس الأب وتضطر رنا إلى العمل لكسب لقمة العيش وتقابل رنا رجل الأعمال
طارق فياض (بيتر سمعان) فيقع في غرامها لكنها ترفضه ظناً منها انه السبب في افلاس والدها وتحدث المفارقات.

## شخصيات العمل
- ريتا برصونا في دور رنا بركات
- بيتر سمعان في دور طارق فياض
- نادين الراسي في دور نادين صديقة رنا
- غسان سالم في دور شادي
- سعد حمدان في دور عدنان